# No place for our minds
No place for our minds is een single van Crown's Clan uit 1970. Het werd geschreven door de leadzanger Jan Kroon en de bassist Wim Ras. Op de B-kant staat het nummer It makes me feel like cryin'.
Het nummer kwam in die jaren niet uit op een regulier album uit, omdat die er niet is geweest van de band. Wel kwam het in 1999 nog een keer op een compilatiealbum te staan met psychedelische muziek, getiteld Incredible sound show stories vol. 11: Crimson Valley creatures in your zoo.

## Hitnoteringen
| No place for our minds in de Nederlandse Top 40 van 19-9-1970 t/m 3-10-1970 | No place for our minds in de Nederlandse Top 40 van 19-9-1970 t/m 3-10-1970 | No place for our minds in de Nederlandse Top 40 van 19-9-1970 t/m 3-10-1970 | No place for our minds in de Nederlandse Top 40 van 19-9-1970 t/m 3-10-1970 | No place for our minds in de Nederlandse Top 40 van 19-9-1970 t/m 3-10-1970 |
| Week                                                                        | 1                                                                           | 2                                                                           | 3                                                                           |                                                                             |
| --------------------------------------------------------------------------- | --------------------------------------------------------------------------- | --------------------------------------------------------------------------- | --------------------------------------------------------------------------- | --------------------------------------------------------------------------- |
| Positie                                                                     | 29                                                                          | 35                                                                          | 34                                                                          | uit                                                                         |

| No place for our minds in de Hilversum 3 Top 30 van 26-9-1972 | No place for our minds in de Hilversum 3 Top 30 van 26-9-1972 | No place for our minds in de Hilversum 3 Top 30 van 26-9-1972 |
| Week                                                          | 1                                                             |                                                               |
| ------------------------------------------------------------- | ------------------------------------------------------------- | ------------------------------------------------------------- |
| Positie                                                       | 29                                                            | uit                                                           |